# Chimarra parasocia
Chimarra parasocia là một loài Trichoptera trong họ Philopotamidae. Chúng phân bố ở miền Tân bắc.